# Peter Dedecker
Pour les articles homonymes, voir Dedecker.
Peter Dedecker, né le 7 novembre 1983 est un homme politique belge flamand, membre de N-VA.
Il est ingénieur civil (UGent).

## Carrière politique
- Député fédéral depuis le 6 juillet 2010